# بروليتارسك
بروليتارسك (بالروسية: Пролетарск) هي إحدى مدن روسيا في الكيان الفدرالي الروسي روستوف أوبلاست.

## أعلام
- فريدريش هسندريكس